# Gustaf Dyrssen
Gustaf Peder Wilhelm Dyrssen (født 24. november 1891 i Stockholm, død 13. maj 1981 i Kungsängen) var en svensk generalløjtnant, idrætsmand og -leder, som deltog i fire olympiske lege i perioden mellem første og anden verdenskrig.

## Opvækst og militærkarriere
Gustaf Dyrssen var søn af admiral Wilhelm Dyrssen og kvindesagskæmperen Lizinka af Ugglas samt bror til oberstløjtnant Magnus Dyrssen. Han gik ind i militæret som ung og steg op gennem graderne, til han blev overkommandant for Stockholm i 1947 og blev generalløjtnant af reserven i 1957.

## Idrætskarriere

### Aktiv karriere
Ved OL 1920 i Antwerpen stillede Dyrssen op i moderne femkamp og vandt med 18 point konkurrencen, der var domineret af svenskere. Således vandt Dyrssens landsmænd, Erik de Laval og Gösta Runö, henholdsvis sølv (23 point) og bronze (27 point). Dyrssen vandt ingen af de enkelte konkurrencer, men blev nummer to i 300 m svømning, i 3000 m løb og i fægtning og blev nummer seks i ridekonkurrencen, samt i skydning.
Ved legene i 1924 i Paris stillede han igen op i moderne femkamp, som igen var svensk domineret med alle tre medaljer til svenskere. Dyrssen måtte denne gang tage til takke med sølvmedaljen med 39,5 point, klart besejret af Bo Lindman med 18 point, men foran Bertil Uggla med 45 point.  Dyrssen vandt delkonkurrencen i fægtning, blev nummer fire i 300 m svømning, nummer elleve (delt) i 3000 m løb, nummer tre i ridekonkurrencen og nummer tyve i skydning. Ved disse lege stillede Dyrssen også op i kårdefægtning i holdkonkurrencen, hvor Sverige tabte begge de indledende kampe (3-13 til Frankrig og 7-9 til USA) og dermed var ude af konkurrencen.
Ved OL 1928 i Amsterdam stillede Dyrssen kun op i kårdefægtning. I den individuelle turnering vandt han fire ud af de ni kampe i den indledende runde og kvalificerede sig dermed til kvartfinalen. Her vandt han fem ud af ti kampe, hvilket ikke var nok til videre deltagelse i turneringen. Han var også med i holdkonkurrencen, hvor Sverige i den indledende runde tabte med 8/21-8/19 til Portugal og 3-8 til Holland og dermed var ude af turneringen.
Det sidste OL, Dyrssen deltog i, var 1936 i Berlin. Her stillede han igen op i kårdefægtning, hvor han i den individuelle konkurrences indledende runde vandt fire ud af syv kampe, hvilket kvalificerede ham til kvartfinalen. Her vandt han blot to ud af ti kampe og var dermed færdig i turneringen. Bedre gik det i holdkonkurrencen, hvor han med det svenske hold vandt sin pulje i indledende runde med 9-1 over Østrig, og i kvartfinalen blev det til sejre på 8-0 over Egypten, 9-7 over Holland og et 7-8 nederlag til Tyskland. I semifinalen var svenskerne oppe mod Portugal (sejr 8-7) og USA (sejr 9-7), hvilket gav kvalifikation til finalen. I finalen tabte svenskerne til Italien 10-5, men med sejre over Frankrig med 8/32-8/31 og Tyskland med 8-4 vandt svenskerne sølvmedalje.
Blandt Gustaf Dyrssens resultater ud over OL kan nævnes, at han blev svensk mester i moderne femkamp i 1922, mens han i fægtning vandt EM-sølv individuelt i 1934, VM-bronze for hold i 1937 og 1938, EM-sølv for hold i 1935 og EM-bronze for hold i 1931, 1933 og 1934. Han vandt tre individuelle svenske mesterskaber i fægtning, hvoraf den sidste blev vundet, da han var 60 år i 1952.

### Organisatorisk karriere
Mod slutningen af sin aktive karriere kastede Dyrssen sig over det organisatoriske arbejde. Således var han præsident for det svenske fægteforbund 1936-1940 og præsident for den intarnationale moderne femkamp-union i perioden 1948-1960. Han var desuden medlem af IOC 1952-1970, og han var vicepræsident i organisationskomiteen for moderne femkamp ved OL 1956.